# Kai-Khosrov II Jakéli
Kai-Khosrov II Jakéli, né le 13 février 1523 et mort le 29 septembre 1573 à Qazvin, est prince ou atabeg du Samtskhe de 1545 à 1573.

## Origine
Kai-Khosrov est le fils de Qvarqvaré V Jakéli, qui a été dépossédé du Samtskhe par le roi Bagrat III d'Iméréthie et qui est mort en captivité en Iméréthie. 

## Annexion du Samtskhe par l’Iméréthie
Après sa victoire le roi Bagrat III d'Iméréthie avait annexé le Samtskhe et restitué à son allié le Gouriel les provinces d’Atchara et de Tchaneth, jadis conquises par Mzétchabouk Ier Jakéli.
Un noble du Samtskhe, Ottar  Chalikachvili, recueille le jeune héritier Kai-Khosrov et se réfugie avec lui à Istanbul auprès du sultan. Il démontre à ce dernier que l’origine des malheurs du jeune Kai-Khosrov est liée au service rendu par son père, qui n’avait pas hésité à donner le libre accès à l’Iméréthie aux troupes ottomanes.
En 1541/1543, Soliman le Magnifique ordonne à un de ses généraux, Moustapha Pacha, de rétablir Kai-Khosrov sur son trône. Les Ottomans sont écrasés par Bagrat III d'Iméréthie et le Gouriel.
Le sultan décide alors d’une nouvelle expédition menée par les pachas d’Erzurum et de Diyarbakır. Bagrat III d'Iméréthie fait appel à son gendre le roi Louarsab Ier de Karthli, mais les armées géorgiennes sont vaincues par les Ottomans en 1545 à Sokhoista dans le Basian, en partie à cause de la défection des troupes meskhètes, qui choisissent au moment du combat pour une affaire de préséance le parti de leur souverain.

## Règne
Kai-Khosrov II Jakéli parvient donc  en 1545 avec l'appui de la noblesse menée par la famille des Chalikachvili et grâce à l’intervention armée des Ottomans à recouvrer son héritage. Il associe étroitement Ottar Chalicachwili au gouvernement.
En 1547, allié cette fois à Louarsab Ier de Karthli et Léon Ier de Kakhétie, il met à profit l’immobilisation de Chah Tahmasp Ier par un conflit dans le sud de l’Iran pour effectuer une expédition en Azerbaïdjan.
Dès l’année suivante, la contre-offensive perse se solde rapidement par la prise de Tiflis. Kai-Khosrov II  doit traiter avec le Chah et, n’ayant pas de fille à lui donner pour son harem, il lui propose celle du noble Ottar Chalikachvili, « son proche parent ».
Mécontent de la défection de son  allié, Louarsab Ier de Karthli envahit le Samtskhe. De leur côté, les Ottomans, qui ont appris l’alliance de Kai-Khosrov II  avec la Perse, envoient des troupes qui occupent le Tao (1550) puis s’emparent du pays d’Artanoudji (1553). La Sublime Porte laisse le soin au pacha d’Erzurum d’achever la conquête.
Kai-Khosrov II implore l’aide de l’Iran et le Chah Tahmasp Ier organise deux expéditions dans le Caucase : la première qu’il dirige en personne en 1553-1556, et la seconde qu’il confie à son héritier le futur Chah Ismaïl II en 1562 et au cours de laquelle ce dernier s’empare de Kars. Les Perses rendent alors l’est du Samtskhe à Kai-Khosrov II. Toutefois le Tao, le Chawcheth et la Klardjéthie demeurent occupés par les Ottomans.  Kai-Khosrov II se rend en Iran en 1570 pour solliciter une nouvelle intervention ; il est reçu avec faveur par Tahmasp Ier mais il meurt sur le chemin du retour à Qazvin en 1573 âgé de 51 ans.

## Postérité
Kai-Khosrov II a épousé vers 1545 la princesse Dédis-Imédi (morte le 26 août 1580), fille de Bagrat Ier de Moukhran et sœur de Vakhtang Ier de Moukhran, dont :
- Qvarqvaré VI Jakéli ;
- Mzétchabouk (née vers 1550, mort le 11 janvier 1572), épouse en 1571 Rodam, fils de Georges II Guriéli ;
- Manoutchar II Jakéli ;
- Thwal-Chwenier, donné en otage au Chah d'Iran, mort emprisonné à Alamut le 23 août 1579/1583 ;
- Thamar (née le 18 avril 1561), épouse le 4 septembre 1578 Kaikhosro Oravjandaschvili, puis en 1583 Vakhtang Ier de Gourie, puis en 1592 Manoutchar Ier de Mingrélie ;
- Ioané (29 avril 1563-20 mars 1575) ;
- Basile (12 août 1564-3 septembre 1579), moine à Sapara ;
- Béka III Paul Jakéli.